# Decaphora
Genre
Synonymes
- Tentabunda Fox, 1937

Decaphora est un genre d'araignées aranéomorphes de la famille des Sparassidae.

## Distribution
Les espèces de ce genre se rencontrent en Amérique tropicale.

## Liste des espèces
Selon World Spider Catalog (version 26, 08/04/2025) :
- Decaphora cubana (Banks, 1909)
- Decaphora kohunlich Rheims & Alayón, 2014
- Decaphora pestai (Reimoser, 1939)
- Decaphora planada Rheims, 2017
- Decaphora tocatl Jiménez & Chamé-Vázquez, 2025
- Decaphora variabilis (F. O. Pickard-Cambridge, 1900)

## Systématique et taxinomie
Ce genre a été décrit par Franganillo en 1931 dans les Clubionidae.
Tentabunda a été placé en synonymie par Rheims et Alayón en 2014.

## Publication originale
- Franganillo, 1931 : « Excursiones arachnológicas, durante el mes de agosto de 1930. » Estudios de Belen, vol. 1931, no 29, p. 44-49.